# Andrés De Leo
José Andrés De Leo (1967, Tres Arroyos, Provincia de Buenos Aires, Argentina) es un contador público y político argentino, perteneciente a la región de Bahía Blanca. Fue senador provincial por la Provincia de Buenos Aires y es el actual Presidente de la Coalición Cívica ARI en la misma.

## Biografía
Nació en 1967 en la ciudad de Tres Arroyos, pero vivió durante su infancia y juventud en Indio Rico, partido de Coronel Pringles. Estudió Contabilidad en la Universidad Nacional del Sur en Bahía Blanca, ciudad donde se radicó y vive actualmente. De 1993 a 1995 presidió la Federación Bahiense de Ajedrez.[cita requerida]

### Política
Estuvo afiliado a la Unión Cívica Radical desde joven.
De 2000 a 2002 fue Jefe de ANSES de Bahía Blanca durante la intendencia de Jaime Linares. En el año 2003, no estando de acuerdo de que Linares buscara una tercera reelección, se presenta a la interna del radicalismo aquel año al igual que otros dos candidatos, el diputado provincial (1993-2005) Juan Pedro Tunessi y el secretario de salud y obras públicas (1999-2003) Oreste Retta. De Leo logró 814 votos un total de 5,22 % y Linares logró la victoria en la interna, lo cual representaría nuevamente a la UCR en las elecciones generales.

#### Concejal (2005-2009) y candidato a intendente 2011
En 2005 De Leo es electo concejal de Bahía Blanca por el radicalismo para el periodo 2005-2009 pero en 2007 se aleja y se une a la Coalición Cívica ARI de Elisa Carrió. En 2011 fue candidato a Intendente pero en septiembre de ese año anunció que bajaba su candidatura para apoyar al candidato Raúl Woscoff de Integración Ciudadana. En las elecciones primeras a intendente De Leo había sacado 4,38% de los votos.

#### Senador Provincial (2015-2023)
En 2015 ocupó el tercer lugar en la lista de Senadores, accediendo a la banca de Senador Provincial por la coalición Cambiemos por la sexta sección electoral. En 2019 encabezó la lista de Juntos por el Cambio  logrando su reelección con una lista que obtuvo el 51% de los votos.
En 2016 fue elegido presidente de la Coalición Cívica ARI en la provincia de Buenos Aires y en 2019 fue reelegido.
Fue presidente de la Comisión de Presupuesto del Senado de la Provincia de Buenos Aires (2017-2019).

#### Precandidato a intendente 2023
En el año 2023, lanzó su precandidatura para la intendencia de Bahía Blanca dentro del espacio Juntos por el Cambio por el sector afín del precandidato a presidente Horacio Rodríguez Larreta (a pesar de que De Leo pertenece a la Coalición Cívica), compitiendo a nivel local con la senadora provincial Nidia Moirano, del espacio la Fuerza del Cambio de la precandidata presidencial Patricia Bullrich. 
La primaria fue ajustada logrando De Leo el 48,82% (25.316 votos) contra el 51,18% (26.372 votos) que logró Moirano siendo la triunfadora de las PASO de Juntos por el Cambio.

## Historia electoral

### Elecciones internas UCR para Intendente Bahía Blanca 2003[11][12]
| Candidato          | Cargo | Votos | Porcentaje |
| ------------------ | --- | ----- | ---------- |
| Jaime Linares      | Ex Secretario de Obras Públicas 1983-1987, ex Pte Concejo Deliberante 1987- 1991, Intendente de Bahía desde 1991           | 6.912 | 44,00 %    |
| Juan Pedro Tunessi | Exconcejal 1985-1993, Diputado Provincial desde 1993                                                                       | 4.153 | 26,64 %    |
| Oreste Retta       | Exconcejal 1983-1985,1987-1991 y 1995-1999, Pte UCR Bahía Blanca 2000-2003, Secretario de Salud y Acción Social desde 1999 | 3.807 | 24,42%     |
| Andrés De Leo      | Contador y exjefe de ANSES de Bahía Blanca (2000-2002)                                                                     | 814   | 5,22%      |

### Elecciones Concejal de Bahia Blanca 2005[13]
| Partido                 | Votos  | Concejales |
| ----------------------- | ------ | ---------- |
| Unión Cívica Radical    | 38.999 | 6          |
| Frente para la Victoria | 36.138 | 4          |
| Partido Justicialista   | 11.740 | 2          |

Concejales: Juan Pedro Tunessi,Virginia Linares, Andrés De Leo, Emilio Sangre, Aloma Sartor, Roberto Ursino.

### Elecciones Primarias Intendente Bahía Blanca 2011
| Candidato             | Alianza/Coalición               | Porcentaje |
| --------------------- | ------------------------------- | ---------- |
| Cristian Breitenstein | Frente para la Victoria         | 42,46%     |
| Martín Salaberry      | Unión para el Desarrollo Social | 13,86%     |
| Raúl Woscoff          | Integración Ciudadana           | 13,69%     |
| José Zingoni          | Frente Amplio Progresista       | 6,66%      |
| Andrés De Leo         | Coalición Cívica ARI            | 4,38%      |

Para las generales a intendente, De Leo baja su candidatura y apoya a Raúl Woscoff de Integración Ciudadana.

### Elecciones Senador Provincial de Buenos Aires 2015
| 6.ª Sección Electoral 6 Senadores | 6.ª Sección Electoral 6 Senadores         | 6.ª Sección Electoral 6 Senadores | 6.ª Sección Electoral 6 Senadores | 6.ª Sección Electoral 6 Senadores |
| Partido/Alianza                   | Partido/Alianza                           | Votos                             | %                                 | Bancas                            |
| --------------------------------- | ----------------------------------------- | --------------------------------- | --------------------------------- | --------------------------------- |
|                                   | Cambiemos Buenos Aires                    | 203.190                           | 47,31                             | 4/6                               |
|                                   | Frente para la Victoria                   | 126.889                           | 29,54                             | 2/6                               |
|                                   | Unidos por una Nueva Alternativa          | 63.424                            | 14,77                             |                                   |
|                                   | Progresistas                              | 20.781                            | 4,84                              |                                   |
|                                   | Frente de Izquierda y de los Trabajadores | 15.238                            | 3,55                              |                                   |
| Votos positivos                   | Votos positivos                           | 429.522                           | 86,92                             |                                   |
| Votos en blanco                   | Votos en blanco                           | 61.500                            | 12,45                             |                                   |
| Votos nulos                       | Votos nulos                               | 3.141                             | 0,64                              |                                   |
| Participación                     | Participación                             | 494.163                           | 79,77                             |                                   |
| Electores registrados             | Electores registrados                     | 619.436                           | 100                               |                                   |

Cambiemos (4): Andrés De Leo (CC-ARI), Horacio Luis López (UCR), Nidia Moirano (PRO) y Julieta María Centeno Lascano (PRO)

### Elecciones Senador Provincial Buenos Aires 2019
| 6.ª Sección Electoral 6 Senadores | 6.ª Sección Electoral 6 Senadores              | 6.ª Sección Electoral 6 Senadores | 6.ª Sección Electoral 6 Senadores | 6.ª Sección Electoral 6 Senadores |
| Partido/Alianza                   | Partido/Alianza                                | Votos                             | %                                 | Bancas                            |
| Partido/Alianza                   | Partido/Alianza                                | Votos                             | %                                 | Bancas                            |
| --------------------------------- | ---------------------------------------------- | --------------------------------- | --------------------------------- | --------------------------------- |
|                                   | Juntos por el Cambio                           | 242.676                           | 51,03                             | 3/6                               |
|                                   | Frente de Todos                                | 191.439                           | 40,25                             | 3/6                               |
|                                   | Consenso Federal                               | 19.877                            | 4,18                              |                                   |
|                                   | Frente de Izquierda y de Trabajadores - Unidad | 12.962                            | 2,73                              |                                   |
|                                   | Frente NOS                                     | 8.641                             | 1,82                              |                                   |
| Votos positivos                   | Votos positivos                                | 475.595                           | 92,76                             |                                   |
| Votos en blanco                   | Votos en blanco                                | 33.760                            | 6,58                              |                                   |
| Votos nulos                       | Votos nulos                                    | 3.380                             | 0,66                              |                                   |
| Participación                     | Participación                                  | 512.735                           | 80,03                             |                                   |
| Electores registrados             | Electores registrados                          | 640.670                           | 100                               |                                   |

Juntos por el Cambio (3): Andrés De Leo (CC-ARI), Nidia Moirano (PRO) y David Abel Hirtz (UCR)

### Elecciones Primarias para Intendente Bahía Blanca 2023
|  | 51,18 % |

|  | 33,58 % |

|  | 48,82 % |

## Labor parlamentaria
Como parte de su tarea legislativa impulsó proyectos basados principalmente en los ejes de producción, trabajo, salud y medioambiente.
- Incentivo para generar inversiones productivas en la provincia de Buenos Aires.[14]

- Creación del Centro de Atención al Inquilino en la Provincia de Buenos Aires.
- Adhesión al Régimen Federal de Empleo protegido para personas con discapacidad.
- Incentivar la incorporación de mujeres en roles laborales poco frecuentes.[15]
- Creación del registro de aspirantes al cargo de Jueves de Faltas
- Creación de Bicameral para reforma de la Ley Orgánica de Municipalidades[16]
- Declarar como actividad esencial al deporte y la actividad física, y considerados como parte de la salud pública.
- Declaración de interés provincial a la promoción y desarrollo de biocombustibles.[17]
- Definir la Huella de Carbono para medir el impacto de gases de efecto invernadero.
- Libretas sanitarias en sistema braille para embarazadas con discapacidad visual.